# راز: رمز و راز ادامه دارد
راز-رمز و راز ادامه دارد, نام فیلمی بالیوودی، تولید سال ۲۰۰۹ است که در ژانر ترسناک و به کارگردانی موهیت سوری و تهیه کنندگی ماهش بات ساخته شده. این فیلم برخلاف نام خود ادامه بر فیلم راز(۲۰۰۲) نیست. این تریلر بالیوودی۲۳ ژانویه۲۰۰۹ اکران شد و در آن ستارگانی چون عمران هاشمی و کانگانا رانوت به ایفای نقش پرداخته‌اند. این فیلم تلاشی برای به چالش کشیدن عقاید افراد در مورد پدیده‌های ماوراءالطبیعه است. در این فیلم عمران هاشمی در نقش نقاشی ظاهر می‌شود که قادر است آینده دختری به نام ناندیتا (کانگانا رانوت) را به تصویر بکشد. فیلم «راز-رمز و راز ادامه دارد» سرآغازی بر تولیدات خانوادگی بات بود که در آن‌ها به ساخت مجموعه فیلم‌هایی بپردازد که در آن‌ها در عین بی ارتباطی با سری قبل داستانی در حال و هوای داستان اول رخ دهد.
این فیلم دنباله فیلم راز است و فیلم راز ۳ قسمت سوم این مجموعه فیلم است.

## خلاصه داستان
داستان با ملاقات مردی سفیدپوست از یک معبد در شب آغاز می‌شود در آنجا با کاهنی برمی‌خورد که در وضعیتی وحشتناک است و با خنجری بدن خود را می‌خراشد و خود را می‌کشد مرد نیز با دیدن این صحنه وحشتزده می‌گریزد. سپس داستان به مدلی جوان به نام ناندیتا (کانگانا رانوت) منتقل می‌شود که در رابطه عاشقانه‌ای با یاش (آدیایان سومان) کارگردان و مستندسازی است که می‌کوشد نشان دهد که چگونه مردم حقیقت را به خرافات می‌فروشند. یاش آپارتمانی را به عنوان هدیه برای ناندیتا می‌خرد و در آنجا زندگی عاشقانه‌ای را شروع می‌کنند.
یک شب ناندیتا با پریتوی (عمران هاشمی) برخورد می‌کند که مشتاقانه در جستجوی شاهکار خود است. پریتوی به ناندیتا می‌گوید که ۴ ماه قبل طرحی از یک دختر ناشناس کشیده که در واقع ناندیتا است و نقاشی خود را نشان می‌دهد که ناندیتا را با زخمی بر مچ دستش به تصویر کشیده بود و به او هشدار می‌دهد که خطر در کمینش است. همان شب ناندیتا بخاطر حمله شبحی در حمام دست خود را زخمی می‌کند. پریتوی نیز او را نجات می‌دهد و به بیمارستان می‌رساند. یاش پس از مطلع شدن از ماجرا از پریتوی شکایت می‌کند و پلیس او را دستگیر می‌کند، اما او ساعتی بعد آزاد می‌شود.
در همین حین همان مرد سفیدپوست ابتدای فیلم دیوید کوپر که صاحب کارخانه مواد شیمیایی در کالاندی است پس نوشتن عبارت «تو فاسدی، تو نجسی» با خونش بر روی دیوار اقدام به خودوشی می‌کند. بازرس پلیس مسئول پرونده نیز با دیدن این صحنه متأثر می‌شود. بار دیگر داستان فیلم متوجه پریتوی می‌شود که بازهم تصویر دیگری از ناندیتا می‌کشد که در شوی لباس برایش مشکلی پیش آماده. پریتوی سراسیمه برای نجات ناندیتا می‌رود اما توسط مأمورین سالن دستگیر می‌شود و تنها شاهد حمله ناندیتا به یک مرد مذهبی می‌شود که به او می‌گوید تو فاسدی تو نجسی. پس از آن مرد در رسانه‌ها حاضر می‌شود و ادعا می‌کند که روح ناندیتا توسط ارواح تسخیر شده اما یاش ناندیتا را به تلویزیون می‌برد تا عذرخواهی کند و علت آن حمله را فشارهای روانی اعلام کند.
پس از این ماجراها ناندیتا نزد پریتوی می‌رود تا از او کمک بخواهد پریتوی نیز بریده جرایدی دربارهٔ مرگ دیوید کوپر و کاهن معبد و نقاشی جدیدی از ناندیتا با زخمهایی مشابه که خود را دار زده نشانش می‌دهد و می‌گوید می‌خواهد خود را از ماجرا کنار بکشد و ناندیتا را از خود می‌راند. پس از آن ناندیتا همراه یاش در میهمانی ای حاضر می‌شود اما در بین میهمانی باز هم دچار حمله می‌شود و از آنجا خارج می‌شود. از طرفی پریتوی برخلاف گفته اش با به آتش کشیدن نقاشی‌های شومش آماده کمک به ناندیتا می‌شود، در خیابان ناندیتا را می‌بیند و دنبالش می‌رود و در نهایت در زاغه‌ای او را میابد که در حال نوشتن عبارت " تو نجسی تو فاسدی " با خون خود است و پس از آن تلاش می‌کند خود را بکشد اما پریتوی با در آغوش کشیدنش مانع او می‌شود. در همین حال یاش از راه می‌رسد و ناندیتا را در آغوش یاش می‌بیند.
ناندیتا از یاش می‌خواهد که به او و پریتوی کمک کند تا حقیقت را دریابند اما یاش که باورهای پریتوی را خرافه می‌دانست از کمک به آن‌ها سرباز زد. به همین دلیل پرتوی و ناندیتا بدون یاش راهی کالاندی شدند. در آنجا به ملاقات همسرکشیش می‌روند زن می‌گوید با توجه به ظلمهای همسرش با نام خدا به مردم بیگناه این مرگ چیز دور از انتظاری نبوده. پس از آن پریتوی و ناندیتا سراغ بازرس پلیس می‌رونداما او را دیوانه‌ای میابند که در مقابل چشمانشان خود را می‌کشد.
آنها با ماشین به سفرشان ادامه می‌دهند اما در راه ماشین مورد حمله حیوانات قرار می‌گیرد و چپ می‌کند. پریتوی در ماشین گیر می‌کند اما ناندیتا از خود بی‌خود شده از ماشین بیرون می‌رود و خود را به چاهی می‌اندازد، پریتوی نیز خود را از ماشین بیرون می‌کشد و برای نجات ناندیتا در چاه می‌پرد، در زیر آب علل این جریانات به ناندیتا الهام می‌شود. سپس ناندیتا می‌گوید: پدر پریتوی، ویر پرتاب سینگ (جاکی شریف) دریافته است رودخانه کالاندی توسط مواد شیمیایی شرکت دیوید کوپر آلوده شده است و جان هزاران نفر در خطر است اما پس از اطلاع به بازرس پلیس و کاهن معبد توسط آن‌ها به قتل رسید. پریتوی در نهایت حقیقت را می‌فهمد اما بازهم ارتباط ناندیتا با این جریان برایش سؤال است. ناندیتا و پریتوی از هم جدا می‌شوند وناندیتا نزد یاش می‌رود و بخشی از ماجرا را که برای پریتوی بازگو نکرده بود را علنی می‌کند و به یاش می‌گوید که می‌داند که تمام آنچه که به ویر گذشته را ضبط کرده و به کوپر فروخته است و از او می‌خواهد با انتشا نوار ضبط شده جان مردم را نجات دهد اما یاش نمی‌پذیرد و سعی می‌کند او را بکشد. هم‌زمان پریتوی نقاشی دیگری می‌کشد و می‌فهمد جان ناندیتا در خطر است برای همین به سراغ ناندیتا و یاش می‌رود. ناندیتا را نجات می‌دهد و نوار را می‌گیرد اما هنگام خروج یاش او را با شمشیری زخمی می‌کند اما روح ویر اجازه نمی‌دهد پسرش بدست یاش کشته شود و پس از کشتن یاش زخم پریتوی را شفا می‌دهد. پریتوی و ناندیتا نیز نوار را منتشر می‌کنند و جان مردم را نجات می‌دهند.

## بازیگران
- عمران هاشمی در نقش پریتوی سینگ
- کانگانا رانوت در نقش ناندیتا
- آدیایان سوماندر نقش یاش
- جکی شروف در نقش وی پرتاب سینگ (پدر پریتوی)
- دینش لمبا در نقش بازرس پلیس
- آنوپام شیام در نقش کاهن معبد کالاندی
- جی براندون هیل در نقش دیوید کوپر

## آهنگ‌ها
آهنگ‌های تکمیل شده برای موسیقی متن فیلم.
| آهنگ                | خواننده(ها)             | تهیه‌کننده موسیقی          |
| ------------------- | ----------------------- | ------------------------- |
| ماهی                | توشی                    | موسیقی - توشی شریب        |
| سونیا               | سونو نیگام & شریا قوشال | موسیقی - راجو سینگ        |
| اُ جانا              | کی کی (خواننده)         | موسیقی - راجو سینگ        |
| این چه رازیه؟       | خواننده کی کی           | موسیقی - پرانی. ام. ریجیا |
| بنده                | کریشنا                  | موسیقی - گوراو داسگوپتا   |
| سونیا (از دل)       | کریشنا                  | موسیقی - راجو سینگ        |
| ماهی (Rock With Me) | توشی                    | موسیقی - توشی شریب        |
| اُ جانا (با من برقص) | کی کی                   | موسیقی - راجو سینگ        |